# 粵港澳湛周生生
粵港澳湛周生生珠寶金行有限公司（英語：C. S. S. JEWELLERY CO., LIMITED）為一所在香港註冊之私人有限公司，由商人周芳溥正室第三子周少明先生之後人全資擁有，並以「粵港澳湛周生生」名義經營；而在澳門的聯號則一直沿用周生生字號經營。

## 歷史沿革
商人周芳溥先生有妻妾兩房，於長房及二房各育有三名兒子。
1934年，商人周芳溥先生的長房三名兒子，包括周少明先生，在其父親的出資下，為家族於廣州市十七甫創辦「生生金舖」，店名取其「生生不息」之意。
1938年，正室兄弟三人再為其家族在廣州創立周生生金舖，經營金飾零售生意。
1930至1940年代，正室兄弟三人先後於廣州市長堤（粵），香港中環何東行（港），澳門新馬路（澳）及湛江市赤坎中興街（湛）等地開設分店，遂獲得分行遍布「粵港澳湛」的稱謂。 
及後周芳溥先生訂立遺囑，指出凡周氏子孫及後人可沿用「周生生」這名字經營，但不得將名字出售及容許外人加入。
1948年，業務遷移香港。
及後，除正室兄弟三人經營之周生生金舖外，二房之三名兒子又以「周生生」名義開立金舖，故市面同時出現同以「周生生」為名之金舖，但各由不同持有者經營的情況。
1973年，二房之三名兒子以「周生生集團國際有限公司」將其珠寶金行上市。

## 業務狀況
粵港澳湛周生生目前於香港與澳門共經營十間店舖。據2010年的數據，由1995至2005年的營業額，每年由五億元至十二億元不等。
由於二房在港經營之「周生生」品牌早於1973年將其上市，且分行亦較粵港澳湛周生生為多，故一些新一代公眾曾誤以為前者為「大行」。而事實上由正室所經營之粵港澳湛周生生正是由1938年所存留下來的店號，二房所經營之金行則是後來在港才成立的商號。
目前兩者除了以「粵港澳湛周生生」及「周生生」品牌識別外，在英文名稱上亦以C.S.S. Jewellery及Chow Sang Sang予以區分。雖然「粵港澳湛周生生」同時持有英文Chow Sang Sang的商標註冊權，但為免引起公眾混淆，目前暫不對外使用。
值得一提的是，在澳門的「周生生」金舖是由正室之「粵港澳湛周生生」所經營，二房在澳門與台灣之分店均只以旗下品牌「點睛品」取代經營，兩者並無任何關係。

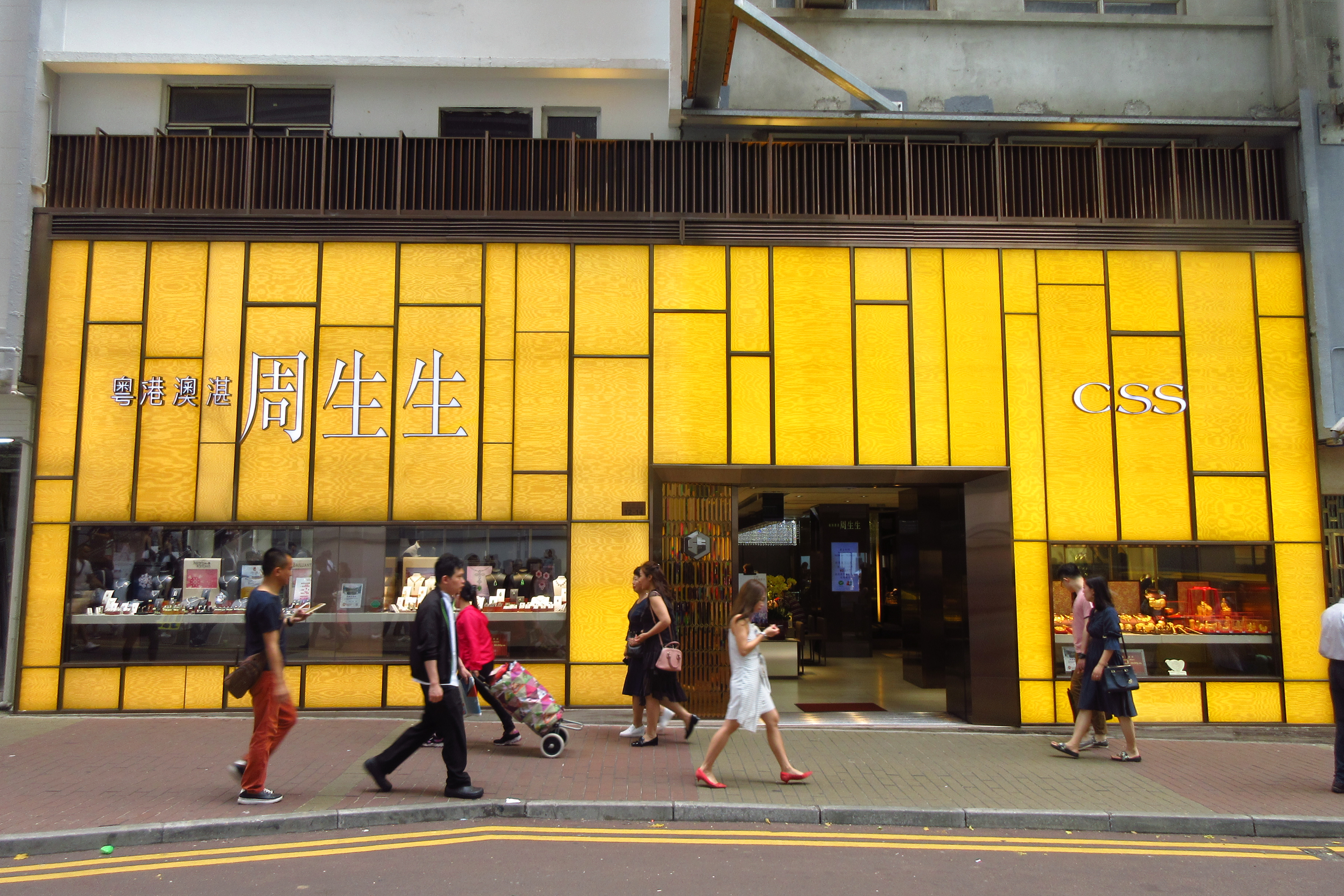
銅鑼灣分店

## 外部連結
- 官方网站
- 香港旅遊發展局 （页面存档备份，存于） 粵港澳湛周生生